# Ala Nova
Ala Nova era un forte romano alare quingenario che faceva parte della catena di postazioni militari presenti lungo il limes danubiano nel settore pannonico. Si trova nei pressi della cittadina di Schwechat della Bassa Austria, a pochi chilometri ad est di Vienna. L'area del forte di cavalleria si trovava dove oggi sorge Alanovaplatze, il cimitero e la fabbrica di birra nel sobborgo di Klein-Schwechat. Lo stazionamento di un'unità mobile di cavalleria, era strategicamente necessario nella vasta pianura compresa tra le due fortezze legionarie di Vindobona e Carnuntum lungo il Danubio per garantire un migliore intercettazione e rapido intervento nei confronti di bande o eserciti di razziatori germanici.

## Forte
Le fortificazioni di Ala Nova erano molto probabilmente, agli inizi, fatte di solo legno e terra lungo la riva sinistra del Schwechat (Frauenfeld). Vennero ricostruite solo nel II secolo in pietra, con forma rettangolare presso Alanovaplatz. Nelle vicinanze del forte si trovava un insediamento civile (vicus). Vi era poi una necropoli presso l'attuale piazza principale di Schwechat, a sud dell'antico forte.